# NGC 5643
NGC 5643 ist eine Balkenspiralgalaxie mit aktivem Galaxienkern vom Hubble-Typ SAB(rs)c im Sternbild Wolf am Südsternhimmel. Sie ist schätzungsweise 48 Millionen Lichtjahre von der Milchstraße entfernt, hat einen Scheibendurchmesser von etwa 65.000 Lj und ist als Seyfert-2-Galaxie klassifiziert.
Das Objekt wurde am 1. Juni 1834 von John Herschel entdeckt.